# Synodontis caudovittatus
Synodontis caudovittatus hay còn gọi là white-finned synodontis là tên của một loài cá da trơn bơi lộn ngược và là loài đặc hữu của lưu vực sông Nin của Ai Cập, Nam Sudan và Sudan. Năm 1901, nhà động vật học người Bỉ gốc Anh George Albert Boulenger mô tả dựa trên mẫu vật thu thập từ cửa hồ No, sông White Nile (một nhánh sông của sông Nin). Tên loài caudovittatus là sự kết hợp của hai từ Latin gồm "cauda" nghĩa là "đuôi" và "vitta" nghĩa là "sọc". Ý chỉ sọc ở phần đuôi.

## Mô tả
Tương tự như nhiều loài trong chi Synodontis, S. caudalis xương đỉnh đầu của chúng kéo dài ra phía sau đến tia vây đầu tiên của vây lưng thì dừng lại. Hai bên đầu chúng mọc ra hai cái xương hẹp, cứng, đỉnh thì nhọn. Nhờ bộ phận này mà các nhà nghiên cứu có thể nhận dạng được loài cá này.
Chúng có 3 cặp râu. Một cặp ở hàm trên thì dài, không phân nhánh, có thể có màng ở nối với cơ thể ở gốc, khi mở rộng thì có chiều dài 1+1⁄5 đến1+2⁄2 chiều dài của đầu. Còn hai cặp ở dưới thì có độ dài không bằng nhau. Cặp ngoài cùng thì thì dài hơn cặp trong cùng gấp hai lần và cả hai đều phân nhánh.
Tia vây đầu tiên của vây lưng và vây ngực thì cứng và có đỉnh nhọn. Ở phần lưng thì hơi cong, dài bằng chièu dài của đầu hoặc ngắn hơn một chút, phía trước thì mềm hoặc có răng cưa rất ít và phía sau thì nhiều răng cưa hơn. Còn ở phần ngực thì dài như vây lưng và có răng cưa ở 2 bên. Vây hậu môn thì có 4 tia vây không nhánh và 8 tia vây phân nhánh. Vây đuôi thì chia ra làm 2 rất rõ ràng và thùy đuôi phía trên thì dài hơn phía dưới.
Ở hàm trên thì răng của chúng có hình cái đục, còn ở hàm dưới thì có hình chữ S (hay hình cái móc). Số lượng răng ở hàm dưới thường được dùng để phân biệt các loài, ở Synodontis caudovittatus thì hàm dưới có từ 33 đến 38 cái răng.
Cơ thể của loài cá này có màu xám, đầu và lưng có màu oliu hơi nhẹ. Vây thì có màu tối, còn gai và phần vây bị kéo dài thì có màu hơi trắng. Đuôi có màu xám trắng và có sọc đen đậm ở mỗi thùy đuôi. Râu màu trắng.
Chiều dài của chúng khi trưởng thành có thể lên đến 22,5 cm (8,9 in). Nhìn chung thì cá thể giống cái thì to hơn giống đực dù cùng lứa tuổi với nhau.

## Môi trường sống và tập tính
Trong tự nhiên, loài cá này có thể được tìm thấy ở sông White Nile từ Khartoum đến hệ thống sông Baḥr al-Jabal River, Bahr el Ghazal River và sông Baro ở Ai Cập.
Chúng là loài ăn tạp nên thức ăn của chúng là côn trùng, tảo, động vật thân mềm, động vật giáp xác, mảnh vụn hữu cơ và thực vật.
Hành vi sinh sản của các loài trong chi Synodontis hầu như vẫn chưa rõ, ngoại trừ việc đếm được số lượng trứng từ việc các cá thể cái. Mùa sinh sản thì có lẽ diễn ra vào mùa lũ từ tháng 7 đến tháng 10, rồi chúng bắt cặp và bơi cùng nhau đến hết mùa sinh sản. Tốc độ phát triển của chúng tăng nhanh vào năm đầu tiên rồi giảm dần theo từng năm.